# Ингве, Кристина
Кристина Мари Ингве (швед. Kristina Marie Yngwe; род. 14 июля 1983, Стокгольм, Швеция) — шведский государственный и политический деятель, член шведской Партии Центра, по результатам парламентских выборов в Швеции в 2014 году стала членом парламента Швеции. Её политическая деятельность в основном направлена на защиту окружающей среды, в особенности, лесов, а также развитии сельских районов Швеции.
Кристина Ингве выросла на ферме в коммуне Сьебо в провинции Сконе, а также обучалась на агронома в Шведском сельскохозяйственном университете. Ингве также возглавляла молодежный совет Национальной ассоциации фермеров Швеции (LRF) в период с 2011 по 2014 год. Она баллотировалась на выборах в Европейский парламент в Швеции 2014 года как номер три в списке Центристской партии. Однако, она не вошла в Европейский парламент, несмотря на то, что получила 11,02 % голосов, борясь за мандат между Фредериком Федерли и Кентом Йоханссоном, она проиграла Фредерику Федерли, который набрал 13,62 % голосов. Несколько месяцев спустя она была избрана в парламент во время парламентских выборов в 2014 году в Риксдаг. Ингве была избрана по мандату от южной части избирательного округа Сконе (мандат № 124), после чего стала заместителем председателя Комитета по окружающей среде и сельскому хозяйству Риксдага с 2015 года. Через 4 года, во время следующих парламентских выборов в 2018 году она снова избралась по мандату от южной части избирательного округа Сконев Риксдаг.